# Igor Nikolajewitsch Trubezkoi
Igor Nikolajewitsch Trubezkoi (russisch Игорь Николаевич Трубецкой, wiss. Transliteration Igor' Nikolaevič Trubeckoj; * 23. August 1912 in Paris; † 20. Dezember 2008 in Nizza) war ein französischer Sportler russischer Abstammung.

## Leben und frühe Sportkarriere
Igor Nikolajewitsch Trubetzkoi wurde am 23. August 1912 in Paris, Frankreich, als Sohn des Fürsten Nikolai Nikolajewitsch Trubezkoi (1867–1949) und der Gräfin Jekaterina Michailowna Musin-Puschkin (1884–1972) geboren. Seine Eltern waren 1905 aus Russland in die USA geflüchtet; am 12. Dezember 1905 wurde in Los Angeles ihr erster Sohn, Youcca Troubetzkoi, geboren. Danach ließ sich die Familie in Nizza nieder, wo die Söhne auch zur Schule gingen. Youcca wanderte später in die USA aus; er war Filmschauspieler und trat zwischen 1924 und 1939 unter verschiedenen Namen (Youcca Troubetzkov, Nicolas Barclay) in einer Reihe französischer und amerikanischer Kinoproduktionen auf.
Igor Trubetzkoi war schon als Jugendlicher ein begabter Leichtathlet und Skifahrer. Besondere Erfolge erzielte er zwischen 1930 und 1934 im Radsport. 1931 gewann er die französische Amateurmeisterschaft und war in den folgenden Jahren als Profi-Rennfahrer aktiv.
Während des Zweiten Weltkriegs diente Igor Trubetzkoi in der französischen Armee. Nach der Befreiung von Paris kehrte er dorthin zurück. Für den Radsport war er inzwischen zu alt, er hielt sich mit Schwarzmarktgeschäften über Wasser. „Arbeitgeber“ war sein Freund und Wohnungsgenosse Frederick McEvoy, der einen illegalen Handel mit Überschüssen an Lebensmitteln und Ausrüstungsgegenständen aus Beständen der US-Armee betrieb. Trubetzkoi soll McEvoys Mittelsmann gewesen sein, seine Aufgaben bestanden darin, Kontakte herzustellen und Ware auszuliefern.

## Heirat mit Barbara Hutton
Über Frederick McEvoy lernte Igor Trubetzkoi 1946 in Nizza die amerikanische Kaufhauserbin Barbara Hutton kennen. McEvoy, der, wie sein bester Freund Errol Flynn, als Frauenheld und Playboy galt, kannte die als heiratsfreudig geltende Milliardärin schon länger und hatte nach ihrer Scheidung von Cary Grant (Ehemann Nr. 3) auf eine Chance als nächster Ehemann spekuliert. Stattdessen interessierte sich Barbara Hutton für den eher schüchternen Igor Trubetzkoi. Gemeinsam mit ihm, Freddy McEvoy und Trubetzkois Freund, dem Journalisten und Sportfunktionär Baron Eduard von Falz-Fein, verbrachte sie Weihnachten und Neujahr im mondänen Palace-Hotel in St. Moritz.
Am 1. März 1947 ließ sich Barbara Hutton in Chur mit Igor Trubetzkoi trauen. Die Zeremonie war bescheiden und fand auf Wunsch der Braut ohne Öffentlichkeit und Presse statt.
Eduard von Falz-Fein, der selbst wenig Geld hatte, dem Paar aber ein Hochzeitsgeschenk machen wollte, zog sich den Unmut von Barbara Hutton zu. Er überredete den in Liechtenstein lebenden russischen Maler Eugen Zotow, anhand von Fotos ein Doppelporträt von Barbara und Igor anzufertigen. Kopien dieses Porträts sendete er an Zeitungen in den USA, obwohl er Stillschweigen vor der Presse versprochen hatte. Barbara Trubetzkoy Grant (so ließ sie sich im Heiratsregister von Chur eintragen) brach den freundschaftlichen Kontakt zu ihm sofort ab und zwang auch Igor Trubetzkoi dazu.
Eduard von Falz-Fein war darüber so verärgert, dass er Zolotows Zeichnung hundertfach drucken ließ und die Bilder in seinem Souvenirshop in Vaduz als „Barbara Hutton’s Wedding Gifts“ an Touristen verkaufte. Auf diese Weise wurde Igor Trubetzkois Konterfei im Skipullover weithin bekannt.

## Karriere als Rennfahrer
Barbara Hutton stattete ihren Gatten, der bisher eher von der Hand in den Mund gelebt hatte, mit Haute-Couture-Kleidung aus Paris und Luxus jeglicher Art aus. Darüber hinaus bot sie ihm, der bis dahin von sportlichen Fahrzeugen nur geträumt hatte, die Möglichkeit, in den Motorsport einzusteigen.
In einem Simca-Gordini T11 ging Trubetzkoi im Sommer bei mehreren Rennen an den Start. Bei der I Coupe des Petites Cylindrées am 6. Juli 1947 in Reims schied er nach 17 Runden mit einem Motorschaden aus. Auch beim IX Grand Prix de l’Albigeois am 13. Juli 1947 in Albi musste er das Rennen nach fünf Runden und einem Unfall aufgeben.
Bei der Coupe de Paris am 27. Juli 1947 kam er schließlich ins Finale und belegte am Ende Platz vier.
Es folgten Platz sechs bei der Coupe de Lyon am 21. September 1947 und Platz fünf beim Prix de Leman am 5. Oktober in Lausanne. Höhepunkt der Saison war schließlich am 26. Oktober 1947 die Bronzemedaille bei der Coupe de l’Agaci.
Noch im selben Jahr gründete Igor Trubetzkoi mit dem italienischen Rennfahrer Graf Bruno Sterzi den Rennstall Scuderia Inter. Motiviert durch seine Rennerfolge und gestärkt durch die finanziellen Mittel seiner Frau nahm er Kontakt zu Enzo Ferrari auf. Der italienische Hersteller, dessen Geschäft nur schwer in Gang kam, willigte ein, ihm zwei Ferrari 166 und einen dritten als Ersatz zu verkaufen.

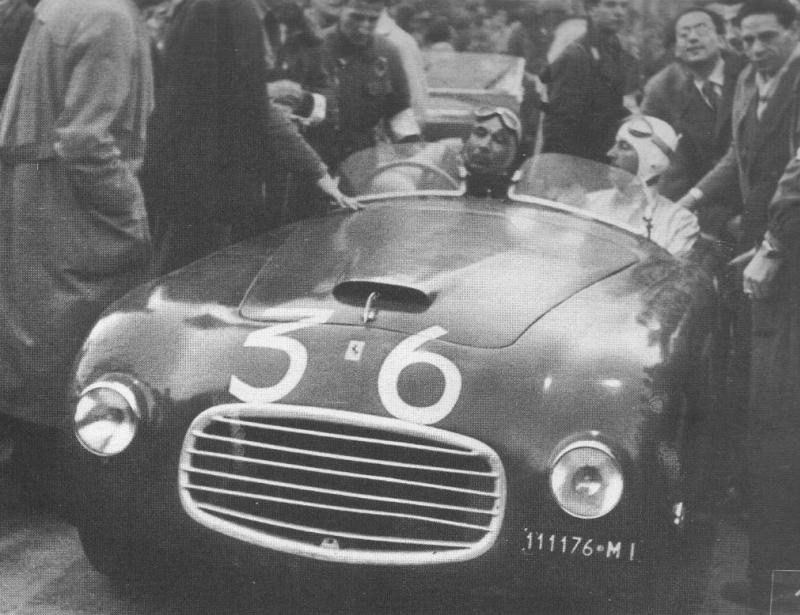
Clemente Biondetti (am Steuer) und Igor Trubetzkoi im siegreichen Ferrari 166 S

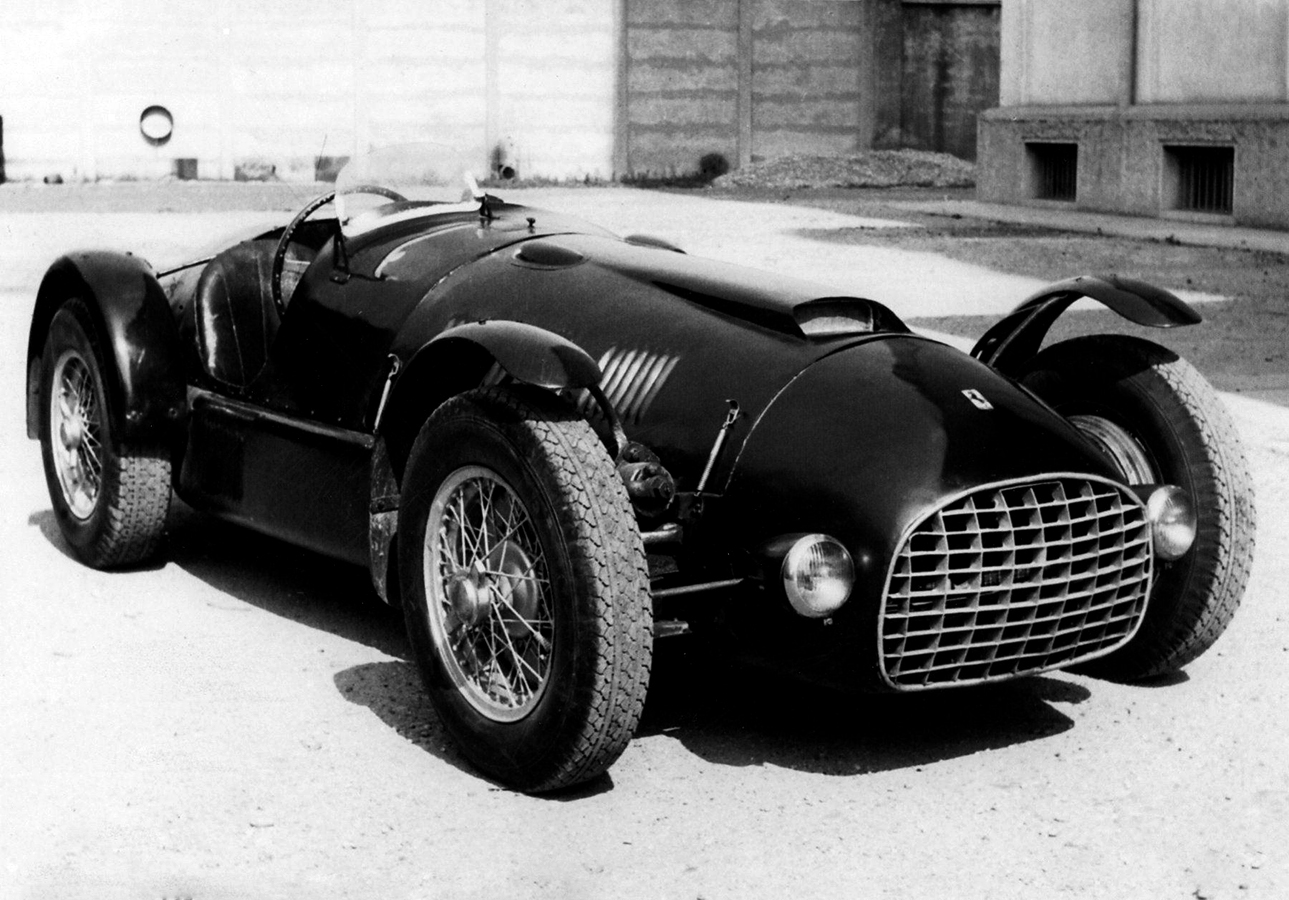
Ferrari 166 SC

Das erste Rennen, an dem Igor Trubetzkoi mit einem Ferrari 166 teilnahm, war die Targa Florio 1948, ein Straßenrennen auf Sizilien, das am 4. April 1948 stattfand. Italienische Autohersteller nutzen die Teilnahme an diesem Rennen, um für ihre Marken zu werben; in der Meldeliste fanden sich Werkswagen von Maserati, Lancia, Cisitalia und Ferrari. Für die Scuderia Inter meldeten Trubetzkoi und Sterzi zwei Ferrari 166 S. Einen Ferrari (mit der Startnummer 36) steuerten Igor Trubetzkoi und Clemente Biondetti, den zweiten fuhr Bruno Sterzi gemeinsam mit Soave Besana. Das Rennen führte über eine Runde, die Distanz betrug 1080 Kilometer, Start und Zielort war in Palermo. Trubetzkoi und Biondetti fuhren der Konkurrenz im Ferrari mit 2-Liter-V12-Motor davon und erreichten das Ziel mit 16 Minuten Vorsprung. Dies war der erste Sieg eines Ferrari bei einem Sportwagenrennen.
- Beim X Grand Prix de Monaco am 16. Mai 1948 startete Igor Trubetzkoi mit einem Ferrari 166C und schied mit Motorschaden nach 58 Runden aus. Es gibt Berichte über einen Unfall, bei dem er von dem „monegassischen Gentleman“ Louis Chiron von der Strecke gedrängt wurde.
- Beim VIII Grand Prix de Suisse am 4. Juli 1948 in Bremgarten erreichte er mit dem Ferrari 166C Platz 9.
- Beim Circuito del Garda am 24. Oktober 1948 erreichte Igor Trubetzkoi Platz acht und Bruno Sterzi Platz zwei (der erste Grand-Prix-Sieg für Ferrari).

Nach Abschluss der Saison 1948 schied Igor Trubetzkoi aus dem Rennsport aus; die Scuderia Inter wurde 1949 aufgelöst. Enzo Ferrari übernahm den Namen des Rennstalls jedoch für den Ferrari 166 Inter, den ersten Gran Turismo des Unternehmens.
Seine Leidenschaft für den Autorennsport gab Igor Trubetzkoi an seinen Stiefsohn Lance Reventlow (Barbara Huttons 1936 geborenen Sohn aus der Ehe mit Kurt von Haugwitz-Hardenberg-Reventlow) weiter, der später in der Formel 2 aktiv werden sollte.

## Leben nach der Sportkarriere
Barbara Hutton und Igor Trubetzkoi wurden 1951 geschieden. Danach lebte er abwechselnd in einer Mühle, die er selbst ausgebaut hatte, im Pariser Vorort Gif-sur-Yvette und in einer Wohnung am Square de l’Avenue-Foch in Paris. Schon länger hatte er Gemälde alter Meister und zeitgenössischer Künstler gesammelt und auch selbst mit dem Malen angefangen. Als Fingerübung begann er, Werke aus seiner Sammlung zu kopieren, die er schließlich veräußerte, da er oft Kaufanfragen erhielt, sich aber von den Originalen nicht trennen wollte.
1976 heiratete er Christiane Murat, die ihren Sohn Arnaud mit in die Ehe brachte. Gemeinsam gründeten sie 1978 in der Avenue de Messine Paris die Galerie Troubetzkoy, die auf hochwertige, originalgetreue Repliken von Gemälden – zum Beispiel für Filmsets und private Sammler – spezialisiert ist. Diese Galerie besteht bis heute und wird von Arnaud Marie Trubetzkoi geleitet.
Igor Trubetzkoi starb im Dezember 2008 in Nizza im Alter von 96 Jahren. Seine Witwe veröffentlichte 2012 ein Buch über ihn mit dem Titel Une vie de Prince russe.